# Het Actiefonds
Het Actiefonds (voorheen XminY Actiefonds en XminY Solidariteitsfonds) is een Nederlandse fonds voor activisme die zich op basisniveau inzet voor structurele economische, politieke en maatschappelijke veranderingen. Het geeft financiële en politieke steun aan actiegroepen over de hele wereld die strijden voor een rechtvaardige en duurzame samenleving. 

## Geschiedenis
XminY werd in 1968 opgericht naar aanleiding van een oproep van de wereldraad van kerken aan individuele christenen in ontwikkelde landen om door middel van een vrijwillige belasting (self-tax) een percentage van zijn inkomen aan ontwikkelingshulp te geven. Aanvankelijk is XminY verbonden aan de NOVIB. In 1973 maakt de organisatie zich los uit onvrede met het beleid van Novib, die de actie te veel naar zich toe zou trekken. Een paar jaar eerder was al besloten het geld niet alleen te besteden aan ontwikkelingssamenwerking, maar ook initiatieven die mentaliteitsverandering in Nederland beogen. De organisatie wil enkel projecten subsidiëren die om politieke redenen elders geen subsidie kunnen krijgen.
Het Actiefonds heeft een klein betaald team dat non-hiërarchisch en zelfsturend is. Het fonds heeft anno 2023 een staf van vier betaalde krachten. Daarnaast maakt Het Actiefonds gebruik van ongeveer vijftig vrijwilligers. Het geld is afkomstig uit donaties, eenmalige giften, erfstellingen en legaten van particulieren. Om onafhankelijk te blijven neemt Het Actiefonds nooit geld aan van overheden en bedrijven. 
Het Actiefonds is door de Belastingdienst aangemerkt als algemeen nut beogende instelling. 
De hoogste functie binnen XminY was die van coördinator. Tuur Elzinga vervulde deze functie sinds 1 oktober 2005. Tot januari 2005 was Hans van Heijningen coördinator. In 2006 nam XminY naast organisaties als Oxfam Novib en ICCO deel aan het jaarlijks evenement voor andersglobalisme, het Wereld Sociaal Forum.
In 2018 werd de naam van het fonds gewijzigd in Het Actiefonds.